# Íñigo Chaurreau Bernárdez
Íñigo Chaurreau Bernárdez (Pasaia, 17 de novembre de 1979) és un ciclista basc, que fou professional del 1995 al 2006. Del seu palmarès destaca el Campionat nacional en contrarellotge de 2003.
És cosí del també ciclista Mikel Astarloza.

## Palmarès
- 2003
  -  Campió d'Espanya de contrarellotge

### Resultats al Tour de França
- 1997. 92è de la classificació general
- 2001. 12è de la classificació general
- 2002. 41è de la classificació general
- 2003. 30è de la classificació general

### Resultats al Giro d'Itàlia
- 2006. 54è de la classificació general

### Resultats a la Volta a Espanya
- 1995. 84è de la classificació general
- 1996. 29è de la classificació general
- 1998. 28è de la classificació general
- 1999. 14è de la classificació general
- 2000. Abandona
- 2002. Abandona
- 2004. 55è de la classificació general
- 2006. 26è de la classificació general